# Мирамар (Алтамира)
Мирамар (шп. Miramar) насеље је у Мексику у савезној држави Тамаулипас у општини Алтамира. Насеље се налази на надморској висини од 8 м.

## Становништво
Према подацима из 2010. године у насељу је живело 118614 становника.

### Хронологија
| Година       | 2000                  | 2005                  | 2010                   |
| ------------ | --------------------- | --------------------- | ---------------------- |
| Становништво | 58104 (28804 / 29300) | 82079 (40560 / 41519) | 118614 (58597 / 60017) |

### Попис
| \| \| м \| \| \| ж \| \| 0—2 \| 3.880 \| \| \| 3.732 \| \| 3—5 \| 3.897 \| \| \| 3.764 \| \| 6—11 \| 7.233 \| \| \| 7.110 \| \| 12—14 \| 3.070 \| \| \| 3.042 \| \| 15—17 \| 3.167 \| \| \| 3.086 \| \| 18—24 \| 7.153 \| \| \| 7.440 \| \| 60+ \| 2.786 \| \| \| 2.979 \| \| Просек : \| 28,0 \| \| \| 28,6 \| |       |  |  |       |
| |       |  |  |       |
| | м     |  |  | ж     |
| 0—2 | 3.880 |  |  | 3.732 |
| 3—5 | 3.897 |  |  | 3.764 |
| 6—11 | 7.233 |  |  | 7.110 |
| 12—14 | 3.070 |  |  | 3.042 |
| 15—17 | 3.167 |  |  | 3.086 |
| 18—24 | 7.153 |  |  | 7.440 |
| 60+ | 2.786 |  |  | 2.979 |
| Просек : | 28,0  |  |  | 28,6  |

| #   | Индикатор                                                                                        | Вредност |
| --- | ------------------------------------------------------------------------------------------------ | -------- |
| 1   | Становништво од 0 до 2 године                                                                    | 7612     |
| 2   | Мушко становништво од 0 до 2 године                                                              | 3880     |
| 3   | Женско становништво од 0 до 2 године                                                             | 3732     |
| 4   | Становништво са 3 и више година                                                                  | 109889   |
| 5   | Мушко становништво са 3 и више година                                                            | 54165    |
| 6   | Женско становништво са 3 и више година                                                           | 55724    |
| 7   | Становништво са 5 и више година                                                                  | 104698   |
| 8   | Мушко становништво са 5 и више година                                                            | 51536    |
| 9   | Женско становништво са 5 и више година                                                           | 53162    |
| 10  | Становништво са 12 и више година                                                                 | 87885    |
| 11  | Мушко становништво са 12 и више година                                                           | 43035    |
| 12  | Женско становништво са 12 и више година                                                          | 44850    |
| 13  | Становништво са 15 и више година                                                                 | 81773    |
| 14  | Мушко становништво са 15 и више година                                                           | 39965    |
| 15  | Женско становништво са 15 и више година                                                          | 41808    |
| 16  | Становништво са 18 и више година                                                                 | 75520    |
| 17  | Мушко становништво са 18 и више година                                                           | 36798    |
| 18  | Женско становништво са 18 и више година                                                          | 38722    |
| 19  | Становништво од 3 до 5 година                                                                    | 7661     |
| 20  | Мушко становништво од 3 до 5 година                                                              | 3897     |
| 21  | Женско становништво од 3 до 5 година                                                             | 3764     |
| 22  | Становништво од 6 до 11 година                                                                   | 14343    |
| 23  | Мушко становништво од 6 до 11 година                                                             | 7233     |
| 24  | Женско становништво од 6 до 11 година                                                            | 7110     |
| 25  | Становништво од 8 до 14 година                                                                   | 15504    |
| 26  | Мушко становништво од 8 до 14 година                                                             | 7802     |
| 27  | Женско становништво од 8 до 14 година                                                            | 7702     |
| 28  | Становништво од 12 до 14 година                                                                  | 6112     |
| 29  | Мушко становништво од 12 до 14 година                                                            | 3070     |
| 30  | Женско становништво од 12 до 14 година                                                           | 3042     |
| 31  | Становништво од 15 до 17 година                                                                  | 6253     |
| 32  | Мушко становништво од 15 до 17 година                                                            | 3167     |
| 33  | Женско становништво од 15 до 17 година                                                           | 3086     |
| 34  | Становништво од 18 до 24 године                                                                  | 14593    |
| 35  | Мушко становништво од 18 до 24 године                                                            | 7153     |
| 36  | Женско становништво од 18 до 24 године                                                           | 7440     |
| 37  | Женско становништво од 15 до 49 година                                                           | 34733    |
| 38  | Становништво са 60 и више година                                                                 | 5765     |
| 39  | Мушко становништво са 60 и више година                                                           | 2786     |
| 40  | Женско становништво са 60 и више година                                                          | 2979     |
| 41  | Однос између мушкараца и жена                                                                    | 97.63    |
| 42  | Становништво од нуле до 14 година                                                                | 35728    |
| 43  | Становништво од 15 до 64 године                                                                  | 78259    |
| 44  | Становништво од 65 година и више                                                                 | 3514     |
| 45  | Просечан број деце                                                                               | 1.97     |
| 46  | Становништво рођено у ентитету                                                                   | 79136    |
| 47  | Мушко становништво рођено у ентитету                                                             | 39474    |
| 48  | Женско становништво рођено у ентитету                                                            | 39662    |
| 49  | Становништво рођено у другом ентитету                                                            | 36468    |
| 50  | Мушко становништво рођено у другом ентитету                                                      | 17574    |
| 51  | Женско становништво рођено у другом ентитету                                                     | 18894    |
| 52  | Становништво од 5 година и више резидентно у ентитету у јуну 2005. године                        | 96055    |
| 53  | Мушко становништво старосног доба од 5 година и више, резидентно у ентитету у јуну 2005. године  | 47144    |
| 54  | Женско становништво старосног доба од 5 и више година, резидентно у ентитету у јуну 2005. године | 48911    |
| 55  | Становништво од 5 година и више које је живело у другом ентитету у јуну 2005. године             | 6270     |
| 56  | Мушко становништво старије од 5 година које је живело у другом ентитету у јуну 2005. године      | 3089     |
| 57  | Женско становништво старије од 5 година које је живело у другом ентитету у јуну 2005. године     | 3181     |
| 58  | Становништво од 3 године и више које говори аутохтони језик                                      | 1812     |
| 59  | Мушко становништво старо 3 године и више које говори аутохтони језик                             | 868      |
| 60  | Женско становништво старо 3 године и више које говори аутохтони језик                            | 944      |
| 61  | Становништво од 3 године и више које говори аутохтони језик и не говори шпански језик            | 3        |
| 62  | Мушко становништво старо 3 године и више које говори аутохтони језик и не говори шпански         | 0        |
| 63  | Женско становништво старо 3 године и више које говори аутохтони језик и не говори шпански језик  | 3        |
| 64  | Становништво старо 3 године и више које говори аутохтони језик и шпански                         | 1446     |
| 65  | Мушко становништво старо 3 године и више које говори аутохтони језик и шпански                   | 691      |
| 66  | Женско становништво старо 3 године и више које говори аутохтони језик и шпански                  | 755      |
| 67  | Становништво од 5 година и више које говори аутохтони језик                                      | 1807     |
| 68  | Становништво од 5 година и више које говори аутохтони језик и не говори шпански језик            | 3        |
| 69  | Становништво од 5 година и више које говори аутохтони језик и говори шпански језик               | 1445     |
| 70  | Становништво у домородачким домаћинствима                                                        | 4820     |
| 71  | Становништво са ограничењима у активностима                                                      | 3974     |
| 72  | Становништво са ограниченим ходањем или кретањем, горе или доле                                  | 1894     |
| 73  | Становници са ограничењима вида, чак и уз кориштење сочива                                       | 1290     |
| 74  | Становништво са ограничењима говора, комуникације или конверзације                               | 322      |
| 75  | Становништво са ограниченим слухом                                                               | 278      |
| 76  | Становништво са ограничењима при одевању, купању или јелу                                        | 115      |
| 77  | Становништво са ограничењима у опажању или учењу једноставних ствари                             | 149      |
| 78  | Становништво са менталним ограничењима                                                           | 363      |
| 79  | Становништво без ограничења активности                                                           | 111512   |
| 80  | Становништво од 3 до 5 година које не похађа школу                                               | 3565     |
| 81  | Мушко становништво од 3 до 5 година које не похађа школу                                         | 1810     |
| 82  | Женско становништво од 3 до 5 година које не похађа школу                                        | 1755     |
| 83  | Становништво од 6 до 11 година које не похађа школу                                              | 400      |
| 84  | Мушко становништво од 6 до 11 година које не похађа школу                                        | 217      |
| 85  | Женско становништво од 6 до 11 година које не похађа школу                                       | 183      |
| 86  | Становништво од 12 до 14 година које не похађа школу                                             | 384      |
| 87  | Мушко становништво од 12 до 14 година које не похађа школу                                       | 217      |
| 88  | Женско становништво од 12 до 14 година које не похађа школу                                      | 167      |
| 89  | Становништво од 15 до 17 година похађа школу                                                     | 4450     |
| 90  | Мушко становништво од 15 до 17 година похађа школу                                               | 2205     |
| 91  | Женско становништво између 15 и 17 година живота у школи                                         | 2245     |
| 92  | Становништво од 18 до 24 године похађа школу                                                     | 3448     |
| 93  | Мушко становништво од 18 до 24 године похађа школу                                               | 1737     |
| 94  | Женско становништво од 18 до 24 године похађа школу                                              | 1711     |
| 95  | Становништво од 8 до 14 година које не може да чита и пише                                       | 271      |
| 96  | Мушко становништво старосног доба од 8 до 14 година које не може да чита и пише                  | 163      |
| 97  | Женско становништво старосног доби од 8 до 14 година које не може да чита и пише                 | 108      |
| 98  | Становништво од 15 година и више које је неписмено                                               | 2219     |
| 99  | Мушко становништво од 15 година и више које је неписмено                                         | 779      |
| 100 | Женско становништво од 15 година и више које је неписмено                                        | 1440     |
| 101 | Становништво старо 15 и више година без школовања                                                | 2790     |
| 102 | Мушко становништво старо 15 и више година без школовања                                          | 1098     |
| 103 | Женско становништво старо 15 и више година без школовања                                         | 1692     |
| 104 | Становништво старосног доба 15 и више година са непотпуним основним образовањем                  | 7435     |
| 105 | Мушко становништво старосног доба од 15 година и више са непотпуном основним образовањем         | 3298     |
| 106 | Женско становништво старосног доба 15 и више година са непотпуном основним образовањем           | 4137     |
| 107 | Становништво старо 15 и више година са комплетним основним образовањем                           | 13346    |
| 108 | Мушко становништво старо 15 година и више са комплетним основним образовањем                     | 6089     |
| 109 | Женско становништво старо 15 и више година са комплетним основним образовањем                    | 7257     |
| 110 | Становништво старосног доба 15 и више година са непотпуним средњим образовањем                   | 4267     |
| 111 | Мушко становништво старосног доба од 15 година и више са непотпуним средњим образовањем          | 2391     |
| 112 | Женско становништво старосног доба од 15 година и више са непотпуним средњим образовањем         | 1876     |
| 113 | Становништво старо 15 и више година са пуним секундарном образовањем                             | 20640    |
| 114 | Мушко становништво старосног доба од 15 година и више са пуним секундарном образовањем           | 10561    |
| 115 | Женско становништво старосног доба од 15 година и више са пуним секундарном образовањем          | 10079    |
| 116 | Становништво старије од 18 година са постосновним образовањем                                    | 28848    |
| 117 | Мушко становништво старије од 18 година са постосновним образовањем                              | 14546    |
| 118 | Женско становништво старије од 18 година са постосновним образовањем                             | 14302    |
| 119 | Просечна оцена школовања                                                                         | 9.09     |
| 120 | Просечан ниво образовања мушке популације                                                        | 9.26     |
| 121 | Просечан ниво образовања женског становништва                                                    | 8.93     |
| 122 | Економски активно становништво                                                                   | 49032    |
| 123 | Економски активна мушка популација                                                               | 33198    |
| 124 | Економски активна женска популација                                                              | 15834    |
| 125 | Становништво које није економски активно                                                         | 37356    |
| 126 | Мушко становништво које није економски активно                                                   | 9054     |
| 127 | Женско становништво које није економски активно                                                  | 28302    |
| 128 | Запослено становништво                                                                           | 46311    |
| 129 | Запослено мушко становништво                                                                     | 30989    |
| 130 | Запослено женско становништво                                                                    | 15322    |
| 131 | Незапослена популација                                                                           | 2721     |
| 132 | Незапослена мушка популација                                                                     | 2209     |
| 133 | Незапослена женска популација                                                                    | 512      |
| 134 | Становништво без права на здравствене услуге                                                     | 31293    |
| 135 | Становништво које има право на здравствене услуге                                                | 84571    |
| 136 | Становништво које има право на ИМСС                                                              | 53504    |
| 137 | Становништво које има право на социјално осигурање                                               | 3758     |
| 138 | Становништво које има право на државно социјално осигурање                                       | 100      |
| 139 | Становништво које има право на опште осигурање или здравствено осигурање за нову генерацију      | 22920    |
| 140 | Становништво које је било једном или није било у браку током 12 година и више                    | 26962    |
| 141 | Венчано или уједињено становништво од 12 година и више                                           | 52297    |
| 142 | Становништво које је било у браку или уједињено 12 година и више                                 | 7306     |
| 143 | Становништво са католичком религијом                                                             | 89595    |
| 144 | Протестанти, еванђелисти и библијски следбеници различити од еванђелиста                         | 17133    |
| 145 | Становништво са другим религијама различитим од претходних                                       | 42       |
| 146 | Становништво без религије                                                                        | 7554     |
| 147 | Укупно пописаних домаћинства                                                                     | 32338    |
| 148 | Пописна домаћинства на челу са мушкарцима                                                        | 25437    |
| 149 | Пописна домаћинства на челу са женама                                                            | 6901     |
| 150 | Становништво у пописним домаћинствима                                                            | 117536   |
| 151 | Становништво у пописним домаћинствима на челу са мушкарцима                                      | 95490    |
| 152 | Становништво у пописним домаћинствима на челу са женама                                          | 22046    |
| 153 | Укупно домаћинстава                                                                              | 47561    |
| 154 | Укупно насељених домаћинстава                                                                    | 32694    |
| 155 | Укупно приватних кућа                                                                            | 47205    |
| 156 | Насељени приватни домови                                                                         | 32338    |
| 157 | Укупно насељених приватних кућа                                                                  | 32693    |
| 158 | Ненасељене приватне куће                                                                         | 12932    |
| 159 | Појединачна домаћинства за привремену употребу                                                   | 1935     |
| 160 | Становници у насељеним приватним кућама                                                          | 117536   |
| 161 | Насељеност станара у приватним становима                                                         | 3.63     |
| 162 | Просечно становника по соби у приватним насељеним домаћинствима                                  | 1.12     |
| 163 | Појединачна домаћинства са подовима од различитих материјала од земље                            | 30900    |
| 164 | Појединачна домаћинства у приземљу                                                               | 928      |
| 165 | Појединачна домаћинства са једном спаваћом собом                                                 | 13040    |
| 166 | Појединачна домаћинства са две спаваће собе и више                                               | 18857    |
| 167 | Појединачна домаћинства са једним собом                                                          | 2476     |
| 168 | Појединачна домаћинства са две собе                                                              | 6316     |
| 169 | Појединачна домаћинства са 3 собе и више                                                         | 23070    |
| 170 | Појединачна домаћинства која имају електрично светло                                             | 31736    |
| 171 | Појединачна домаћинства која немају електрично светло                                            | 273      |
| 172 | Појединачна домаћинства која имају водоводну воду у стамбеном простору                           | 31425    |
| 173 | Појединачна домаћинства која немају водоводну воду у стамбеном простору                          | 469      |
| 174 | Појединачна домаћинства која имају тоалет                                                        | 31735    |
| 175 | Појединачна домаћинства која имају канализацију                                                  | 30456    |
| 176 | Појединачна домаћинства која немају канализацију                                                 | 1434     |
| 177 | Појединачна домаћинства која имају електрично светло, довод воде из јавне мреже и канализацију   | 30121    |
| 178 | Појединачна домаћинства без икаквих услова                                                       | 205      |
| 179 | Појединачна домаћинства која имају радио                                                         | 23756    |
| 180 | Појединачна домаћинства која имају телевизор                                                     | 30531    |
| 181 | Појединачна домаћинства која имају фрижидер                                                      | 28755    |
| 182 | Појединачна домаћинства која имају машину за веш                                                 | 23282    |
| 183 | Појединачна домаћинства која имају аутомобил или комби                                           | 9899     |
| 184 | Појединачна домаћинства која имају рачунар                                                       | 6662     |
| 185 | Појединачна домаћинства која имају фиксну телефонску линију                                      | 9948     |
| 186 | Појединачна домаћинства која имају мобилни телефон                                               | 26560    |
| 187 | Појединачна домаћинства која имају приступ интернету                                             | 4610     |
| 188 | Величина локације                                                                                | 11       |